# Колотинский, Николай Диомидович
Никола́й Диоми́дович Колоти́нский (21 апреля [3 мая] 1867, Усад, Вятская губерния — 17 апреля 1927, Казань) — российский правовед, профессор Казанского университета, специалист в области римского права. Автор фундаментальных трудов по истории римского права.

## Биография
Николай Диомидович Колотинский родился 21 апреля 1867 года в селе Усад Малмыжского уезда Вятской губернии.  Его отец, статский советник Диомид Иванович Колотинский, всю жизнь состоял на государственной службе в Вятской губернии. Среднее образование Н.Д. Колотинский получил в вятской мужской гимназии, которую окончил с серебряной медалью в 1885 году. В том же году Николай Диомидович поступил на юридический факультет Императорского Казанского университета.
После окончания курса юридических наук Казанского университета и получения Диплома 1-й степени в 1890 году Николай Диомидович был оставлен при Университете «для приготовления к профессорскому званию по римскому праву» (24 октября 1890 г.). Однако, 1 декабря 1890 года Н. Д. Колотинский был отправлен в заграничную командировку «за казенный счет, для занятий в Русском институте римского права», существовавшем при Берлинском университете:

Николаю Колотинскому, удостоенному золотой медалью за сочинение «О поручительстве», было бы полезно отправиться для усовершенствования его познаний за границу,[…] при неимении у него на то собственных средств, таковые могли бы быть ему предоставлены всего удобнее отправлением его на казенный счет в учрежденную в Берлине Министерством народного просвещения семинарию.— Донесение попечителя Казанского учебного округа министру народного просвещения И. Д. Делянову (14 июня 1890 г.)
Решение руководства университета об отправке в длительную заграничную командировку в Германию во многом было политическим мотивированным желанием руководителей высшего образования Российской Империи иметь хорошо подготовленных по западному образцу специалистов в области юриспруденции, и в первую очередь в области римского права.
Учеба и работа в Берлине дали возможность Николаю Диомидовичу не только глубоко изучить общие вопросы, относящие к цивилистике, как одному из разделов юриспруденции, но и сосредоточиться на доскональном исследовании теории и правоприменительной практики, основанных на фундаментальных положениях римского права.
Полученные знания позволили Николаю Диомидовичу подготовить собственный курс лекция по римскому праву, а затем на его основе опубликовать фундаментальные труды.
После возвращения в Россию Николай Диомидович успешно выдержал испытания на степень магистра и 1 сентября 1893 года был назначен в Казанский университет на должность приват-доцента на кафедру римского права, защитил докторскую диссертацию. С 1918 года занимал должность профессора юридического факультета Казанского университета. С 1907 по июнь 1910 года исполнял обязанности секретаря юридического факультета.
В Казанском университете Николай Диомидович проработал на кафедре римского права до конца 1922 года. Одновременно с работой в университете с 1905 по 1918 год Н. Д. Колотинский преподавал теорию права на Казанских высших женских курсах. Он являлся одним из организаторов курсов при Статистическом управлении Татарской республики, а с 1922 по 1925 год — их директором. В 1925—1926 годах Николай Диомидович помимо основной научной и педагогической деятельности преподавал на рабочем факультете Казанского Университета. Кроме того, с 1925 года и до конца жизни преподавал трудовое право на Казанских юридических курсах.
Н. Д. Колотинский скоропостижно скончался 17 апреля 1927 года в Казани.

## Семья
- Отец — Колотинский, Диомид Иванович (1829 —1892), статский советник.
- Мать — Колотинская, Ольга Ивановна.
- Брат — Колотинский, Сергей Диомидович (1869—1921), российский психиатр, действительный статский советник.
- Брат — Колотинский, Владимир Диомидович (1870—1953), врач, надворный советник.
- Брат — Колотинский Вячеслав Диомидович (1876—1907), военврач, ординатор Казанской окружной лечебницы.
- Жена — Колотинская (Вахонина), Зоя Васильевна (1899—1959)[11], дочь чистопольского купца I гильдии Вахонина Василия Филипповича.
  - Дочь — Колотинская, Елена Николаевна (1923—1996), доктор юридических наук, профессор юридического факультета МГУ

## Награды
- Орден Святого Станислава III степени
- Орден Святой Анны III степени

## Основные публикации
Н. Д. Колотинский — автор многих книг, в том числе труда «История римского права», который до сих пор рекомендуется студентам-цивилистам юридических факультетов российских вузов, а также ряда курсов лекций по истории римского права.
- Колотинский Н. Д. Программа чтения по истории римского права. — Казань, 1893, 1895.
- Колотинский Н. Д. Курс истории римского права, части I - II. — Казань, 1894, 1895.
- Колотинский Н. Д. История римского права: По лекциям Н.Д. Колотинского. — Казань: Типо-лит. И.С. Перова, 1900. — 896 с.
- Колотинский Н. Д. История римского права: Курс лекций. — Казань: лит.-тип. И. Н. Харитонова, 1907. — 396 с.
- Колотинский Н. Д. История римского права: Пособие к лекциям. — Казань: тип.-лит. В. В. Вараксина, 1912. — 344 с.
- Казанское общество любителей шахматной игры: Каталог библиотеки общества / сост. под рук. Н. Д. Колотинского. — Казань, 1908.
- Пинегин М. Н., Колотинский Н. Д. Казань в её прошлом и настоящем. Очерки по истории, достопримечательностям и современному положению города. — СПб.: Издание книгопродавца А. А. Дубровина, 1890. — 604 с.

## Комментарии
1. Фотография 1885 года — единственная известная сохранившаяся фотография.
2. ↑  Фотография 1885 года — единственная известная сохранившаяся фотография.
3. ↑  Село Усад относившееся к Усадской волости Малмыжского уезда, в последующем входило в состав Вятско-Полянской волости того же уезда, с 1929 года — в состав Вятско-Полянского поссовета Вятскополянского района Кировской области; с 1938 года является частью города Вятские Поляны[4][5].